# Retour à la vie (film, 1988)
Cet article concerne le film de Glenn Gordon Caron. Pour le film à sketchs, voir Retour à la vie.
Pour plus de détails, voir Fiche technique et Distribution.
Retour à la vie (Clean and Sober) est un film américain réalisé par Glenn Gordon Caron, sorti en 1988.

## Synopsis
L'agent immobilier Daryl Poynter est aux prises avec des problèmes d'alcool et de drogue. Un matin, une femme morte est allongée à ses côtés et l'un de ses comptes en banque a été vidé. Il va alors tenter de se ressaisir en entreprenant une cure de désintoxication...

## Fiche technique
- Titre : Retour à la vie
- Titre original : Clean and Sober
- Réalisation : Glenn Gordon Caron
- Scénario : Tod Carroll
- Production : Deborah Blum et Tony Ganz
  - Production exécutive : Ron Howard
- Musique : Gabriel Yared
- Montage : Richard Chew
- Format : Couleur (Technicolor) - Son Dolby - 1,85:1 - 35 mm
- Pays d'origine :  États-Unis
- Box-office : 8.674.093 $
- Durée : 124 minutes
- Dates de sorties :
  - États-Unis : 10 août 1988
  - France : 25 avril 1990

## Distribution
- Michael Keaton : Daryl Poynter
- Kathy Baker : Charlie Standers
- Morgan Freeman : Craig
- Tate Donovan : Donald Towle
- Henry Judd Baker (en) : Xavier
- Claudia Christian : Iris
- J. David Krassner : Tiller
- Dakin Matthews : Bob
- Mary Catherine Martin : Cheryl Ann
- Patricia Quinn : June
- David A. Kimball : Médecin
- Nick Savage : Gary 'Ike Turner'

## Distinctions

### Récompenses
- 1988 : Meilleur acteur pour Michael Keaton au NSFC Award.